# الدارالاسفل (إب)

تعديل مصدري - تعديل

الدارالاسفل محلة تابعة لقرية الشبر، التابعة لعزلة جبل معود بمديرية إب إحدى مديريات محافظة إب في الجمهورية اليمنية.، بلغ تعداد سكانها 30 حسب تعداد اليمن لعام 2004.